# Género de acción

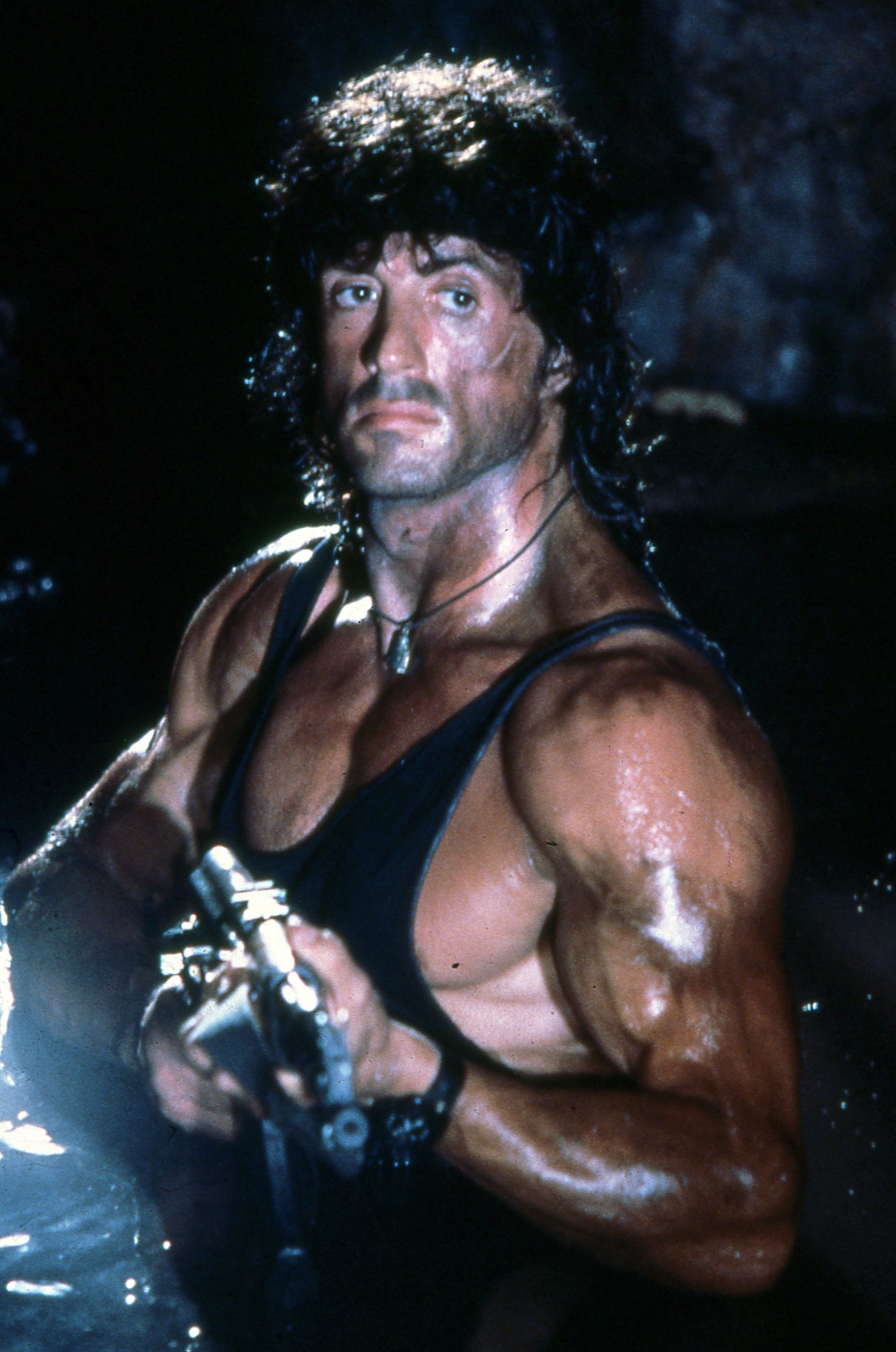
El actor Sylvester Stallone interpretó a John J. Rambo, un traumatizado veterano de la guerra de Vietnam en las populares películas de acción Rambo.

El llamado cine de acción es un género cinematográfico donde prima la espectacularidad de las imágenes por medio de efectos especiales de estilo "clásico". La denominación es más un convencionalismo popular, que un género cinematográfico puro acuñado por críticos, estudiosos o cineastas. Los elementos más frecuentes de una película de acción son persecuciones (tanto a pie como con vehículos), tiroteos, enfrentamientos, artes marciales y luchas callejeras, armas, explosiones, agresiones y cualquier situación violenta o intensa.
La categorización de «cine de acción» surge por la necesidad de clasificar cintas explosivas, con actores populares y con tramas lineales, llenas de espectacularidad y opulencia aparecidas a mediados de los años setenta en el cine estadounidense. Algunas películas que pertenecen al género de acción también están definidas dentro de otros géneros como el de ciencia ficción, terror, cine bélico, histórico oriental —China/Hong Kong y Japón, principalmente—, cine negro/mafias/narcos y policíaco. Los locales de alquiler o venta de películas —videoclubes— en formatos caseros popularizaron la denominación de estas cintas como de “acción” a partir de los años 1980.
La trama suele estar basada en un conjunto reducido de clichés en los que se suele incluir:
- Un héroe o antihéroe. Casi siempre, sobre todo a partir de los años 1990, es un "antihéroe".
- Un villano y una banda criminal y/o terrorista.
- Una joven desvalida (que suele ser rescatada por el protagonista). Algo que cambiaría, primero en el cine hongkonés y luego, a partir de los años 1980, serían "mujeres explosivas y luchadoras".
- Un actor secundario cómico (o un animal).
- Un final feliz (que generalmente incluye la unión o boda —in extremis— del protagonista con la chica) con una "ruta hacia el horizonte"; al igual que sucedía en las películas del spaghetti western o "western crepuscular".

Aunque desde los años 1990 los progresos tecnológicos —efectos visuales— han hecho sustituir en ciertos filmes a los actores de carne y hueso por animatrónicos y generados por ordenador o CGI, los actores reales destacados de este género aún son un elemento que dan realismo, deben o suelen poseer un físico formidable y entre los primeros 35 años del subgénero se denotarían algunos como Arnold Schwarzenegger, Kurt Russell, Steven Seagal, Sylvester Stallone, Bruce Willis, Wesley Snipes, Mark Dacascos, Tom Cruise, Vin Diesel, Dwayne Johnson, y Chuck Norris en el cine de los Estados Unidos; Dolph Lundgren, Jean Reno, Jean-Claude Van Damme, Bud Spencer y Jason Statham por parte el cine de Europa; y Bruce Lee, Jackie Chan, Chow Yun-Fat, Donnie Yen, Sammo Hung, Tony Jaa, Michelle Yeoh y Jet Li en el cine de Asia.

## Características del cine de acción
- La planificación de las escenas de acción. En el cine siempre ha habido escenas de acción, pero nunca antes se habían planificado, tal como sí que se hace en este género.

- El protagonista sigue las características del "héroe de los 80". Un hombre atlético y solitario, que puede llegar a ser fanfarrón, y que se considera autosuficiente. O estar atormentado por algún hecho traumático de su pasado, y que mantiene oculto. Al igual que la "frialdad emocional" de la que hace gala, que es su habitual estado.
- Las secuelas. Como estas películas suelen tener bastante audiencia, la trama es explotada tanto como se puede. Por este motivo, aparecen bastantes secuelas de la misma película.
- La Steadicam. Cuando aparece el género de acción es el momento en que se empieza a utilizar la steadicam, una cámara que consigue grabar imágenes ágiles que nunca antes se habían podido ver. Rocky Balboa, fue pionera en el uso de ella.
- Los diálogos están formados por frases conocidas y cómicas, también conocidas como ‘one liners’ en inglés y ‘chascarrillo o ‘epigrama’ en castellano. Suelen utilizarlas en momentos puntuales y expectantes que terminan provocando en el público ovaciones y carcajadas. Es una especie de "firma" del "héroe" y/o "villano". Que los hace "reconocibles", por encima —incluso— del papel realizado; quedándose grabado en la "memoria colectiva y popular" de los espectadores durante generaciones más allá del momento de su estreno y exhibición en las salas de cine o en los videoclubes.
- El uso de armas de todo tipo. De uso habitualmente militar. Y las luchas/combates cuerpo a cuerpo con Artes Marciales o Mixtas, y técnicas de Boxeo y militares. Combinándolas.
- Los productores que empezaron a financiar este género se consideran que son los artífices que hicieron posible el nacimiento de este. En muchas ocasiones, llegó a ser casi más fácil conocer la marca del productor que la de realizador. Algunos de los productores más importantes son: Joel Silver, Mario Kassar, Walter Hill, Quentin Tarantino, Sheldon Lettich, Andrew Davis, Michael Mann, Tony Scott, Michael Bay, Andrew Vajna y Jerry Bruckheimer.

## Referentes del género
Los antepasados del género de acción están ya presentes en las primeras películas mudas a través de ciertos rasgos y elementos característicos, como las persecuciones o tiroteos. Es importante destacar a Ernest B. Schoedsack y El Malvado Zaroff (1932) por sus secuencias de acción y un estilo parecido al travelling. Otro referente es Sam Peckinpah y su uso de tiroteos. Fueron en los años 1960 los primeros tiroteos de la historia a través de cámara lenta generando efectos especiales. También la exitosa saga Star Wars, en concreto La Guerra de las Galaxias (1977) y El Imperio Contraataca (1980) junto a En Busca del Arca Perdida (1981) son precursoras de las escenas de acción.

### Subgéneros
- Aventura de acción o acción-aventura: Estas películas se llevan a cabo en ubicaciones exóticas donde un héroe viaja alrededor del mundo. Rambo, Indiana Jones, por ejemplo. Y ya desde el 2000, la saga de Fast and Furious, The Transporter e incluso las del agente secreto más famoso del mundo: James Bond, cuyo primer representante en el nuevo milenio Daniel Craig —empezando por la primera novela: Casino Royal (2006) de Martin Campbell—, ha sido un Bond mucho más físico, más luchador y con un look atlético, que un eterno —y clásico galán— "von vivant y playboy"; acercándolo más al "actioner" de los años 1980, en un intento de hacerlo mucho más "real" y "humano".
- Comedia de acción: Este subgénero incluye humor en la acción. Jackie Chan es el máximo exponente de este "sub-estilo", ya que el grueso de su abundante cinematografía, está plagada de secuencias donde predomina el humor "slapstick"; (el género principal en la época del cine mudo de Charlie Chaplin y Buster Keaton y de los "cartoons" al estilo "Looney Toons" como Bugs Bunny y Tom & Jerry). Se popularizó en los ochenta cuando actores reconocidos del mundo de la comedia, como Eddie Murphy, comenzaron a tener roles en películas de acción. Mientras que los consagrados, también coquetearon con la "comedia" consiguiendo buenos resultados en películas como: Danko, Tango & Cash, True Lies o Die Hard.
- Acción de terror: Un subgénero que combina la intrusión de una fuerza malvada, evento o personaje sobrenatural de terror con tiroteos y las persecuciones frenéticas del género de acción. Por ejemplo: Terminator, Depredador. Y en el inicio del siglo XXI con películas tales como: Blade, Riddick, Underworld, Resident Evil.
- Buddy cop: (del inglés: buddy cop film) es aquella película en la que dos protagonistas deben trabajar juntos para resolver un caso o crimen y en la que se acaba estableciendo una amistad o reforzando la que ya tenían. Los personajes suelen ser policías o detectives, normalmente con personalidades opuestas. Letal Weapon, Límit 48 hours, Bad Boys y la serie de televisión Miami Vice son algunas de las más claras representantes, de este sub-estilo.
- Disaster film: el conflicto principal es algún tipo de desastre natural o artificial, como inundaciones, terremotos, huracanes, volcanes, pandemias, apocalipsis, etc. Por ejemplo: Mad Max, Rescate 1997 en N.Y, Dayligth. Y el subgénero/sub-estilo: Zombies/Infectados... Que en el comienzo del siglo XXI, ha tenido un importante resurgir. Convirtiéndose en un "subgénero" con un "universo" propio y característico definido, aunque al final, demasiado sobreexplotado y saturado de propuestas fue sustituido por las películas de superhéroes en el favor taquillero.
- Artes marciales: Este subgénero incluye numerosos combates cuerpo a cuerpo entre personajes. Muchos de los papeles son interpretados por artistas marciales. Es en este "estilo -propio-" donde más cantidad y mejores cinematográficas han aportado al género. Podemos destacar: Enter The Dragón, Way of Dragón, la saga Police Story, The Legend of Drunken Máster II, Rumble Bronx, la trilogía de Karate Kid, Bloodsport, KickBoxer, Lionheart, Nico: above the law,Death Mark, Under Siegel, Érase una vez en China, The Legend of Fist Fury, Fearless, Passengers 57, Dragon and Tiger, Kill Bill 1&2, ONG BAK 1,2,3, y la saga de IpMan.
- Acción de ciencia ficción: este subgénero acentúa el juego del arma, las batallas espaciales, el armamento inventado, y otros elementos. También las "sociedades" distópicas, donde la lucha por "sobrevivir", pasa por la huida y/o destrucción de la misma. El individualismo (héroe y amigos) contra el Estado/Sistema (villanos y secuaces). Por ejemplo: Total Recall, Unisoldier, Demolition Man, Timecop, Matrix, Games Hunger, Minority Report, I Robot y El quinto elemento.
- Espionaje: El héroe suele ser un agente del gobierno que debe tomar una decisión en contra de otro gobierno. Puede ser espionaje basado en la realidad o en una situación de fantasía, algunos ejemplo son: James Bond, Misión Imposible, Jason Bourne.
- Thriller de acción: Estas películas suelen presentar una carrera a contrarreloj, con mucha violencia y un antagonista claro. Puede involucrar elementos de crimen o de películas de misterio. Este tipo de película se empezaron a desarrollar a partir de 1970... Steve McQueen, Clint Eastwood, Charles Bronson, Chuck Norris, Richard Roundtree, fueron los actores protagonistas principales en aquellos años en los comienzos del "género".
- Películas de superhéroes: Normalmente tienen elementos de ciencia ficción y fantasía, que se centran en las acciones de uno o más superhéroes, que suelen poseer habilidades sobrehumanas y se dedican a proteger al público. Estas películas son casi siempre orientadas a la acción y la primera película de un personaje en particular a menudo incluye un enfoque en el origen de los poderes especiales. Aunque no todos los superhéroes, pueden ser "exclusivamente" englobados en el "género de acción" - propiamente dicho; hay una serie de personajes y cinematográficas que si son principalmente, donde prevalece este "género", por encima de la sciFi y la fantasía. Haciéndolos más "humanos", "reales" y "cotidianos". Se pueden destacar: Conan The Barbarian, el Batman de Tim Burton (1989-1992) y Christopher Nolan (2008-2012); The Crow (1994); The Phantom (1994); Tomb Raider (2001-2003); el Spider-Man (2002-2007) de Sam Raimi y Marc Webb (2012-2014); Daredevil (2004); la trilogía de Iron Man (2008-2013); Ghost Rider (2012-2014); la trilogía de Capitán America (2010-2016); la tetralogía de Thor (2011-2017); las películas de Pantera Negra (2018-2023) y las películas de Deadpool (2016-2024).

## Algunas películas de acción destacadas
- North by Northwest (1959) con Cary Grant[1]
- Bullitt (1968) con Steve McQueen
- The French Connection (1971) con Gene Hackman y Fernando Rey
- Harry el Sucio (1971) con Clint Eastwood
- Shaft (1971) con Richard Roundtree
- Operación Dragón (1973) con Bruce Lee
- Harry el Fuerte (1973) con Clint Eastwood
- Death Wish (1974) con Charles Bronson
- Ruta Suicida (1977) con Clint Eastwood
- Rocky (1977) con Sylvester Stallone
- The Warriors: los amos de la noche (1979) de Walter Hill
- Escape from New York (1997: Rescate en Nueva York, 1981) con Kurt Russell
- Mad Max 2 (Mad Max 2: el guerrero de la carretera, 1981) con Mel Gibson
- Rambo (1982) con Sylvester Stallone
- Ranger McQuade: Lonewolf (1982) con Chuck Norris y David Carradine
- Terminator (1984) con Arnold Schwarzenegger
- Rocky IV (1985) con Sylvester Stallone
- Rambo: First Blood Part II (1985) con Sylvester Stallone
- Comando (1985) con Arnold Schwarzenegger
- Highlander (Los Inmortales, 1986) con Christopher Lambert y Sean Connery
- Big Trouble in Little China (Golpe en la pequeña China, 1986) con Kurt Russell
- Aliens (1986) con Sigourney Weaver
- Cobra (1986) con Sylvester Stallone
- Depredador (1987) con Arnold Schwarzenegger
- Lethal Weapon (Arma Letal, 1987) con Mel Gibson
- Robocop (1987) de Paul Verhoeven
- Red Heat (Danko: Calor Rojo, 1988) con Arnold Schwarzenegger
- Die Hard (La jungla de cristal, 1988) con Bruce Willis
- Above the Law (Por encima de la Ley, 1988) con Steven Seagal
- Bloodsport (Contacto sangriento, 1988) con Jean Claude Van Damme
- Tango y Cash (1989) con Sylvester Stallone y Kurt Russell
- Kickboxer (1989) con Jean Claude Van Damme
- Nikita (1990) con Anne Parillaud
- Total Recall (1990) con Arnold Schwarzenegger
- Under Siege (Alerta Máxima, 1992) con Steven Seagal
- Terminator 2: el juicio final (1991) con Arnold Schwarzenegger
- Rapid Fire (1992) con Brandon Lee
- On deadly ground (1993) con Steven Seagal
- Hard Target (1993) con Jean Claude Van Damme
- El cuervo (1994) con Brandon Lee
- Passenger 57 (1994) con Wesley Snippes
- Timecop (1994) con Jean Claude Van Damme
- True Lies (Mentiras arriesgadas, 1994) con Arnold Schwarzenegger
- Speed (1994) con Keanu Reeves y Sandra Bullock
- Under Siege 2 (1995) con Steven Seagal
- Desperado (1995) con Antonio Banderas
- Rumble in the Bronx (1995) con Jackie Chan
- Misión imposible (1996) con Tom Cruise
- La Roca (1996) con Sean Connery
- Con Air (1997) con Nicolas Cage y John Malkovich
- Blade (1998) con Wesley Snipes
- Payback (1999) con Mel Gibson
- The Matrix (1999) con Keanu Reeves
- Pitch Black (2000) con Vin Diesel
- Gladiator (2000) con Russell Crowe
- Lara Croft: Tomb Raider (2001) con Angelina Jolie
- The Fast and the Furious (2001) con Paul Walker, Vin Diesel y Dwayne Johnson
- El rey Escorpión (El Rey Escorpión, 2002) con Dwayne Johnson
- Resident Evil (2002) con Milla Jovovich
- Underworld (2003) con Kate Beckinsale
- Danny the Dog (2003) con Jet Li
- The Transporter (2003) con Jason Statham
- xXx (2003) con Vin Diesel
- Kill Bill (2003-2004) con Uma Thurman
- The Bourne Supremacy (2004) con Matt Damon
- Daredevil (2004) con Ben Affleck
- The Chronicles of Riddick (2004) con Vin Diesel
- Diablo (A man apart) (2004) con Vin Diesel
- Shooter (2005) con Mark Whalberg
- Shoot'em Up (2006) con Clive Owens y Monica Bellucci
- 300 (2006) con Gerard Butler
- Batman Begins (2006); el Caballero Oscuro (2008) con Christian Bale
- Casino Royale (2006); Skyfall (2012) con Daniel Craig
- Detonator (2007) con Wesley Snapes
- Babylon A.D. (2008) con Vin Diesel
- Crank (2009) con Jason Statham
- Taken (2008) con Liam Neeson
- Sherlock Holmes (2009) con Robert Downey Jr
- Ip Man (2011) con Donnie Yen
- Django Unchained (2012) con Jamie Fox
- Jack Reacher (2012) con Tom Cruise
- Skyfall (2012) con Daniel Craigh
- The Mechanic (2012) con Jason Statham
- Looper (2012) con Bruce Willis
- The Wolverine (2013) con Hugh Jackman
- The Expendables 2 (2013) con Stallone, Statham, Jet Li, Van Damme, Lundgrend, Schwarzenegger, Willis, etc.
- Captain America: The Winter Soldier (2014) con Chris Evans
- Hércules (2014) con Dwayne Johnson "The Rock"
- John Wick (2014) con Keanu Reeves
- Non Stop (2015) con Liam Neeson
- Deadpool (2016) con Ryan Reynolds
- The Equalizer (2016) con Denzel Washington
- Kung Fu Jungle (2016) con Donnie Yen
- Ninja (2016) con Scott Adkins
- The Accountant (2016) con Ben Affleck
- Mad Max: Fury Road (2016) con Tom Hardy y Charlize Theron
- Logan (2017) con Hugh Jackman
- Wonder Woman (2017) con Gal Gadot
- The Foreigner (2017) con Jackie Chan y Pierce Brosnan
- American Assasins (2017) con Michael Keaton
- The Amazing Spider-Man (2012) con Andrew Garfield y Emma Stone
- The Amazing Spider-Man 2: Rise of Electro (2014) con Andrew Garfield, Emma Stone y Jamie Foxx
- John Wick "otro día para matar" (2017); John Wick: Parabellum (2019); John Wick 4 (2023) con Keanu Reeves
- Nobody (2022) de Chad Staselsky